# تكون المحببات
تكون المحببات (بالإنجليزية: Granulopoiesis)‏ هو التكون الدموي للخلايا الحبيبية.
تحدث مبدئياً في نخاع العظم وتتضمن الخطوات التالية:
▪خلية جذعية مكونة للدم
▪أرومة النقوية
▪سليفة نقوية
▪القاعدية/الحمضية/العدلة النقوية
▪الخلية المأطورة
▪خلية محببة\خلية حمضية، خلية عدلة، خلية قاعدية
▪تستطيع أن تتنشط عن طريق «المبيضة البيضاء».